# The Passing of Hell's Crown
The Passing of Hell's Crown é um filme mudo dos Estados Unidos de 1916 em curta-metragem, do gênero western, interpretado por Harry Carey.

## Elenco
- Harry Carey
- Olive Carey creditado como Olive Fuller Golden
- G. Raymond Nye creditado como Bill Nye
- Neal Hart
- Hoot Gibson
- Peggy Coudray